# قم (محافظة)
محافظة قُمّ (بالفارسي : استان قم) هي واحدة من 31 محافظة إيرانية ذات مساحة 11,237 كم²، وتغطي 0.89% من المساحة الإجمالية في إيران. تقع في شمال البلاد، وعاصمة المحافظة هي بنفس اسمها مدينة قُمّ. تم تشكيلها من جزء من محافظة طهران في عام 1995.
عدد سكان هذا الأقليم في عام 2005 م بلغ حوالي 2,000,000 نسمة.
منهم 91.2 ٪ يقيمون في المناطق الحضرية والمناطق المجاورة و 8.8٪ في الريف. للمحافظة مدينة واحدة، وأربع مقاطعات، وتسع مناطق الريفية، و 256 قرية .

## الجغرافيا
مناخ محافظة قم يتراوح بين المناخ الصحراوي و شبه الصحراوي، وتضم مناطق جبلية، وسهول و سفوح. نظرا لكونها تقع بالقرب من منطقة قاحلة، فإنه مناخها جاف، مع انخفاض الرطوبة وشح في الأمطار. وبالتالي، هي منطقة غير صالحة للزراعة في معظمها، وخصوصا بالقرب من بحيرة الملح. محافظة قم تضم اثنتين من البحيرات المالحة الكبيرة، وهي
1- حوض السلطان التي تقع 36 كيلومترا شمال قم
2-و بحيرة ناماك والتي تقع على بعد 80 كيلومترا شرقا من مدينة قم. ما يقارب من خُمس ناماك يقع ضمن محافظة قم.

## التقسيمات الإدارية
تشمل محافظة قم من مقاطعة واحدة و5 مناطق و6 مدن و363 قرية.
| الخريطة | مقاطعات إيران | التقسيم الإداري | العاصمة |
| ------- | ------------- | --------------- | ------- |
|         |               |                 |         |
| قم      | المركز        | قم              |         |
| قم      | جعفر أباد     | قم              |         |
| قم      | خلجستان       | قم              |         |
| قم      | كهك           | قم              |         |
| قم      | سلفچگان       | قم              |         |

## مكانتها في إيران
تعتبر قم من أهم المراكز العلمية والثقافیة للشيعة في العالم، وتحوي العديد من الحوزات العلمية، التي يدرس فيها رجال الدين الشيعة. بدءاً بمستوى المقدمات والمبادئ ومروراً بالسطوح ووصولاً إلى الدراسات العليا التخصصية التي تطلق عليها اسم بحوث الخارج. یوجد فی قم مكاتب مراجع الدين العظام، وهي المكاتب التی تهتم بمعالجة الشؤون الدينية والإجابة العلمية عن المسائل والشبهات المطروحة.
تعد السياحة الدينية أهم سبب في اقتصاد الأعمال في قم وذلك بسبب وجود حرم فاطمة بنت موسى الكاظم (حرم فاطمة معصومة) و مسجد جمكران والعديد من مزارات أبناء الأئمة حيث تشهد كل فصول السنة أعداد كبيرة من الزائرين من داخل إيران ومن الدول المجاورة: كالعراق، وباكستان، ولبنان وغيرها.